# Constanta Euler–Mascheroni
În analiza matematică și în teoria numerelor, Constanta Euler–Mascheroni (de asemenea numită și Constanta lui Euler) este o  constantă matematică, de obicei notată cu consoana mică de tipar grecească {\displaystyle {\boldsymbol {\gamma }}} (gamma).
Poartă numele matematicienilor Leonhard Euler și Lorenzo Mascheroni.
Este definită ca limita diferenței dintre seriile armonice și logaritmul natural:
{\displaystyle \gamma =\lim _{n\rightarrow \infty }\left(\sum _{k=1}^{n}{\frac {1}{k}}-\ln(n)\right)=\int _{1}^{\infty }\left({1 \over \lfloor x\rfloor }-{1 \over x}\right)\,dx.}
Valoarea ei numerică, estimată până la cea de-a 50-a zecimală, este:
0,57721 56649 01532 86060 65120 90082 40243 10421 59335 93992 … Șirul A001620 la Enciclopedia electronică a șirurilor de numere întregi (OEIS).
{\displaystyle \gamma } nu trebuie confundată cu baza logaritmului natural, e, care este câteodată numită numărul lui Euler.

## Istorie
Constanta a apărut pentru prima dată într-un articol din 1735 de  matematicianul elvețian Leonhard Euler, întitulat De Progressionibus harmonicis observationes (Eneström Index 43). Euler a folosit notațiile C și O pentru constanta lui. În 1790, matematicianul italian Lorenzo Mascheroni a folosit notațiile A sau a pentru constanta lui Euler. Notația γ nu apare nicăieri în notele lui Euler sau ale lui Mascheroni, și a fost aleasă mai târziu datorită conexiunii constantei cu funcția gamma. De exemplu, matematicianul german Carl Anton Bretschneider a folosit notația γ în 1835.

## Proprietăți
Numărul γ nu a fost descris ca un număr algebric sau transcendent. De fapt, nici măcar nu se știe cu exactitate dacă este irațional. Analiza fracției continuate demonstrează că dacă γ este rațional, numitorul lui trebuie să fie mai mare decât  10242080. Ubicuitatea numărului γ este arătat de numărul mare de ecuații (prezentate mai jos) face iraționalitatea constantei γ un subiect major în matematică.
Pentru mai multe ecuații de tipul prezentat mai jos, a se vedea Gourdon and Sebah (2002).

### Relația funcției Gamma
γ este asemănător cu funcția Digamma (Ψ), și de aici, derivatele funcțiilor Gamma (Γ), însă ambele funcții sunt evaluate la 1. Astfel:
{\displaystyle \ -\gamma =\Gamma '(1)=\Psi (1).}
Aceasta este egală cu limitele:
{\displaystyle -\gamma =\lim _{z\to 0}\left\{\Gamma (z)-{\frac {1}{z}}\right\}=\lim _{z\to 0}\left\{\Psi (z)+{\frac {1}{z}}\right\}.}
Alte rezultate ale limitelor sunt (Krämer, 2005):
{\displaystyle \lim _{z\to 0}{\frac {1}{z}}\left\{{\frac {1}{\Gamma (1+z)}}-{\frac {1}{\Gamma (1-z)}}\right\}=2\gamma }
{\displaystyle \lim _{z\to 0}{\frac {1}{z}}\left\{{\frac {1}{\Psi (1-z)}}-{\frac {1}{\Psi (1+z)}}\right\}={\frac {\pi ^{2}}{3\gamma ^{2}}}.}
O limită asemănătoare cu funcția beta (exprimată în termenii funcțiilor Gamma) este
{\displaystyle \gamma =\lim _{n\to \infty }\left\{{\frac {\Gamma ({\frac {1}{n}})\Gamma (n+1)\,n^{1+1/n}}{\Gamma (2+n+{\frac {1}{n}})}}-{\frac {n^{2}}{n+1}}\right\}.}
{\displaystyle \gamma =\lim \limits _{m\to \infty }\sum _{k=1}^{m}{m \choose k}{\frac {(-1)^{k}}{k}}\ln(\Gamma (k+1)).}

### Relația cu funcția Zeta
γ poate fi de asemenea exprimată ca o sumă infinită ale cărei termeni includ funcția Zeta Riemann evaluată la un întreg pozitiv:
{\displaystyle {\begin{aligned}\gamma &=\sum _{m=2}^{\infty }(-1)^{m}{\frac {\zeta (m)}{m}}\\&=\ln \left({\frac {4}{\pi }}\right)+\sum _{m=2}^{\infty }(-1)^{m}{\frac {\zeta (m)}{2^{m-1}m}}.\end{aligned}}}
Alte serii asemănătoare cu funcția zeta includ:
{\displaystyle {\begin{aligned}\gamma &={\frac {3}{2}}-\ln 2-\sum _{m=2}^{\infty }(-1)^{m}\,{\frac {m-1}{m}}[\zeta (m)-1]\\&=\lim _{n\to \infty }\left[{\frac {2\,n-1}{2\,n}}-\ln \,n+\sum _{k=2}^{n}\left({\frac {1}{k}}-{\frac {\zeta (1-k)}{n^{k}}}\right)\right]\\&=\lim _{n\to \infty }\left[{\frac {2^{n}}{e^{2^{n}}}}\sum _{m=0}^{\infty }{\frac {2^{m\,n}}{(m+1)!}}\sum _{t=0}^{m}{\frac {1}{t+1}}-n\,\ln 2+O\left({\frac {1}{2^{n}\,e^{2^{n}}}}\right)\right].\end{aligned}}}
Termenul eronat din ultima ecuație este o funcție care descrește rapid, a lui n.  Ca rezultat, formula este gata pentru calculul eficient al constantei cu o mare precizie.
Alte limite interesante egale cu constanta Euler–Mascheroni sunt limitele antisimetrice (Sondow, 1998):
{\displaystyle \gamma =\lim _{s\to 1^{+}}\sum _{n=1}^{\infty }\left({\frac {1}{n^{s}}}-{\frac {1}{s^{n}}}\right)=\lim _{s\to 1}\left(\zeta (s)-{\frac {1}{s-1}}\right)}
și
{\displaystyle {\begin{aligned}\gamma =\lim _{n\to \infty }{\frac {1}{n}}\,\sum _{k=1}^{n}\left(\left\lceil {\frac {n}{k}}\right\rceil -{\frac {n}{k}}\right).\end{aligned}}}
Foarte asemănătoare cu acestea sunt seriile zeta raționale. Prin excluderea primilor termeni ai seriilor de mai jos, se obține o aproximare pentru limita clasică a seriilor:
{\displaystyle \gamma =\sum _{k=1}^{n}{\frac {1}{k}}-\ln n-\sum _{m=2}^{\infty }{\frac {\zeta (m,n+1)}{m}}}
unde ζ(s,k) este funcția zeta Hurwitz.  Suma acestei ecuații include numerele armonice, Hn.  Extinzând unii termeni în funcția zeta Hurwitz rezultă:
{\displaystyle H_{n}=\ln n+\gamma +{\frac {1}{2n}}-{\frac {1}{12n^{2}}}+{\frac {1}{120n^{4}}}-\varepsilon }, unde {\displaystyle 0<\varepsilon <{\frac {1}{252n^{6}}}.}

### Integrale
γ este egal cu valoarea unui număr definit integral:
{\displaystyle {\begin{aligned}\gamma &=-\int _{0}^{\infty }{e^{-x}\ln x}\,dx\\&=-\int _{0}^{1}\ln \ln \left({\frac {1}{x}}\right)dx\\&=\int _{0}^{\infty }\left({\frac {1}{e^{x}-1}}-{\frac {1}{xe^{x}}}\right)dx=\int _{0}^{1}\left({\frac {1}{\ln x}}+{\frac {1}{1-x}}\right)dx\\&=\int _{0}^{\infty }\left({\frac {1}{1+x^{k}}}-e^{-x}\right){\frac {dx}{x}},\quad k>0.\end{aligned}}}
Integralele definite în care γ este inclus:
{\displaystyle \int _{0}^{\infty }{e^{-x^{2}}\ln x}\,dx=-{\tfrac {1}{4}}(\gamma +2\ln 2){\sqrt {\pi }}}
{\displaystyle \int _{0}^{\infty }{e^{-x}\ln ^{2}x}\,dx=\gamma ^{2}+{\frac {\pi ^{2}}{6}}.}
Numai o ecuație folosește γ cu un caz special al Formulei lui Hadjicostas ca o integrală dublă cu seriile echivalente :
{\displaystyle \gamma =\int _{0}^{1}\int _{0}^{1}{\frac {x-1}{(1-x\,y)\ln(x\,y)}}\,dx\,dy=\sum _{n=1}^{\infty }\left({\frac {1}{n}}-\ln {\frac {n+1}{n}}\right).}
O comparație interesantă de J. Sondow (2005) este dubla integrală si seriile alternate:
{\displaystyle \ln \left({\frac {4}{\pi }}\right)=\int _{0}^{1}\int _{0}^{1}{\frac {x-1}{(1+x\,y)\ln(x\,y)}}\,dx\,dy=\sum _{n=1}^{\infty }(-1)^{n-1}\left({\frac {1}{n}}-\ln {\frac {n+1}{n}}\right).}
Aceasta arată că {\displaystyle \ln \left({\frac {4}{\pi }}\right)} poate fi abordată ca o "Constanta alternativă Euler".
Cele 2 constante sunt de asemenea asemănătoare cu următoarele 2 serii:
{\displaystyle \sum _{n=1}^{\infty }{\frac {N_{1}(n)+N_{0}(n)}{2n(2n+1)}}=\gamma }
{\displaystyle \sum _{n=1}^{\infty }{\frac {N_{1}(n)-N_{0}(n)}{2n(2n+1)}}=\ln \left({\frac {4}{\pi }}\right)}
unde N1(n) și N0(n) sunt numerele 1 și 0, respectiv, în baza 2 a extinderii lui n.
De asemenea, aceasta este constanta Catalan din 1875:
{\displaystyle \gamma =\int _{0}^{1}{\frac {1}{1+x}}\sum _{n=1}^{\infty }x^{2^{n}-1}\,dx.}